# Организация СКЮ в ЮНА
Организация Союза коммунистов Югославии в Югославской народной армии (сокращ. Организация СКЮ в ЮНА) (сербохорв. Организација Савеза комуниста у ЈНА/Organizacija Saveza komunista u JNA, словен. Organizacija Zveze komunistov v JLA, макед. Организација Сојузот на комунистите во ЈНА) — партийная организация СКЮ, объединявшая в своём составе военнослужащих Югославской народной армии и имевшая статус самостоятельной партийной структуры в составе Союза коммунистов Югославии. Существовала в 1969—1990 годах, до этого управление партийными органами в ЮНА осуществлял Отдел Центрального Комитета СКЮ по делам ЮНА. 
После распада СКЮ в 1990 году была преобразована в партию Союз коммунистов — Движение за Югославию.

## История
Из-за особой роли вооруженных сил Югославии (сохранявших, даже после всех реформ Тито и Карделя, общеюгославский характер и формируемых по национальному, а не по территориальному принципу), их важности для Союза коммунистов как одного из цементирующих факторов федеративного государства, а также из-за исторических обстоятельств (курс на смягчение межнациональных конфликтов), партийная организация Югославской народной армии занимала особое положение и постоянно находилась под непосредственным наблюдением Центрального Комитета СКЮ. По мере нарастания процесса децентрализации и передачи всё большего количества полномочий центральных органов государства и партии на места, повышения самостоятельности республиканских Союзов коммунистов, появились предложения об автономизации Организации СКЮ в ЮНА.
На IX съезде СКЮ (1969) было принято решение об выделении Организации СКЮ в ЮНА в качестве самостоятельной партийной структуры, имеющей собственный центральный орган — Комитет Организации СКЮ в ЮНА (на одном уровне с ЦК республиканских и краевых Союзов коммунистов), свои программные документы (Устав) и отдельное представительство в ЦК и Президиуме ЦК СКЮ.
Организация СКЮ в ЮНА занимала наиболее консервативные титоистские позиции — так, на партийной конференции в ноябре 1989 года адмирал Симич выступил категорически против легализации многопартийности.
После фактического распада СКЮ на его XIV съезде в январе 1990 года (в отличие от СКС и СКХ, коммунисты ЮНА выступили за продолжение работы XIV съезда СКЮ и принимали участие в его третьем пленарном заседании, состоявшимся 26 мая 1990 года) и начала активной фазы распада страны, Организация СКЮ в ЮНА 4 ноября того же года была преобразована в Союз коммунистов — Движение за Югославию.

## Руководство
Председатели Комитета Организации СКЮ в ЮНА:
- генерал-полковник Джемаль Шарац[серб.] (1969—1982);
- генерал-полковник Дане Чуич (1982—1984);
- генерал-полковник Георгий Йовичич (1984—1988);
- адмирал Петар Симич (1988—1990).